# Roberto Gleria
Roberto Gleria oder Robert Gleria (* 15. Oktober 1968 in Cabramatta, Sydney, Australien) ist ein ehemaliger italienischer Schwimmer, der bis 1986 für Australien antrat. Er gewann bei Weltmeisterschaften eine Bronzemedaille und bei Europameisterschaften je eine Gold-, Silber- und Bronzemedaille.

## Karriere
Robert Gleria siegte bei den Commonwealth Games 1986 in Edinburgh über 200 Meter Freistil. Eine zweite Goldmedaille gewann er mit der 4-mal-200-Meter-Freistilstaffel. Kurz darauf bei den Weltmeisterschaften 1986 in Madrid wurde Gleria mit der australischen 4-mal-200-Meter-Freistilstaffel Vierter hinter den beiden deutschen Staffeln und der Staffel aus den Vereinigten Staaten.
Roberto Gleria wechselte dann die Staatsangehörigkeit und ab 1988 startete er international für Italien. Bei den Olympischen Spielen 1988 in Seoul trat Gleria in sechs Disziplinen an. Während er über 100 Meter Freistil und über 400 Meter Freistil im Vorlauf ausschied, erreichte er über 200 Meter Freistil das B-Finale und belegte in der Gesamtwertung den neunten Platz. Bei den Staffeln schied die italienische Lagenstaffel im Vorlauf aus. Die 4-mal-100-Meter-Freistilstaffel mit Roberto Gleria, Giorgio Lamberti, Fabrizio Rampazzo und Andrea Ceccarini wurde Achte. Die 4-mal-200-Meter-Freistilstaffel mit Gleria, Lamberto, Massimo Trevisan und Valerio Giambalvo erreichte den fünften Platz.
1989 bei den Europameisterschaften in Bonn wurde Gleria Vierter über 200 Meter Freistil und Sechster über 100 Meter Freistil. Mit der 4-mal-100-Meter-Freistilstaffel belegte er den sechsten Platz. Die 4-mal-200-Meter-Freistilstaffel mit Massimo Trevisan, Roberto Gleria, Giorgio Lamberti und Stefano Battistelli siegte mit zwei Sekunden Vorsprung vor den beiden deutschen Staffeln aus der BRD und der DDR.
Anfang 1991 fanden in Perth die Schwimmweltmeisterschaften 1991 statt. Die 4-mal-200-Meter-Freistilstaffel mit Emanuele Idini, Roberto Gleria, Stefano Battistelli und Giorgio Lamberti erhielt Bronze hinter den Staffeln aus Deutschland und den USA. Bei den Mittelmeerspielen 1991 in Athen wurde Gleria Vierter über 200 Meter Freistil. Die 4-mal-100-Meter-Freistilstaffel mit René Gusperta, Gleria, Idini und Lamberti wurde Zweite hinter den Franzosen, während die italienische 4-mal-200-Meter-Freistilstaffel mit Idini, Gleria, Battistelli und Lamberti vor den Franzosen gewann. Anderthalb Monate später fanden ebenfalls in Athen die Schwimmeuropameisterschaften 1991 statt. Gleria wurde Dritter über 200 Meter Freistil. Die 4-mal-200-Meter-Freistilstaffel mit Lamberti, Gleria, Battistelli und Idini erhielt die Silbermedaille hinter der sowjetischen Staffel. Schließlich belegte die 4-mal-100-Meter-Freistilstaffel den vierten Platz mit einer halben Sekunde Rückstand auf die drittplatzierten Schweden.
Zum Abschluss seiner Karriere trat Gleria bei den olympischen Schwimmwettbewerben 1992 in Barcelona in vier Disziplinen an, erreichte aber lediglich mit der 4-mal-200-Meter-Freistilstaffel das Finale. Dort belegten Roberto Gleria, Giorgio Lamberti, Massimo Trevisan und Stefano Battistelli den fünften Platz.
Roberto Gleria gewann von 1987 bis 1991 neunzehn italienische Meistertitel, davon fünf in Einzelwettbewerben.